# Hypomyces sibirinae
Hypomyces sibirinae är en svampart som beskrevs av Rogerson & Samuels 1990. Hypomyces sibirinae ingår i släktet Hypomyces och familjen Hypocreaceae.   Inga underarter finns listade i Catalogue of Life.